# Велешин
Велешин (чеш. Velešín, нем. Weleschin) — город района Чески-Крумлов Южночешского края Чехии. Расположен в исторической области Богемия в 8 км к востоку от административного центра г. Чески-Крумлов и 140 км южнее Праги на западном берегу реки Малше.
Муниципалитет с расширенными полномочиями. Административный округ включает в себя: Велешин, Бор, Голков, Ходеч, Скршидла.
Рядом с Велешиным проходит Европейский маршрут E55.

## История
Первое упоминание о Велешине (точнее, о пане Велешина) содержится в грамоте, выданной 26 июня 1266 года, в которой говорится о том, что Чеч из Велешина (Чеч из Будеёвиц), владелец замка Велешин, вместе со своей женой Гизелой фон Куенринг даровали некие земельные имения Цветльскому аббатству.
Селение Велешин было основано в XIII веке в связи со строительством королём Пршемыслом Отакаром I или Вацлавом I в первой трети XIII века королевского замка на мысе над рекой Малше. Поселение Велешин возникло на противоположной стороне реки. Король Пршемысл Отакар II в 1265 году передал замок и селение Велешин Чечу из Будеёвиц в обмен на земли вокруг основанного королём города Ческе-Будеёвице. Чеч из Будеёвиц продал Велешин Бенешу Гордому из рода Марквартовичей, который после этого принял предикат «из Велешина». В скором времени король Пршемысл Отакар II изъял замок и селение Велешин в королевское владение, однако 28 августа 1283 года король Вацлав II вернул Велешинское панство Яну I из Михаловиц, сыну Бенеша Гордого.
В 1387 году Ян IV из Михаловиц продал разросшееся Велешинское панство Ольдржиху I из Рожмберка, во владении потомков которого Велешин находился до 1611 года. При панах из Рожмберка статус Велешина был повышен до местечка с правом устраивать рынки; в этот же период начал использоваться городской герб Велешина.

## Достопримечательности
- Руины замка Велешин XIII века, серьёзно пострадал при взятии таборитами во время Гуситских войн (1419—1434)
- Костёл Святых Филиппа и Иакова XIII века
- Костёл Святого Вацлава
- Марианская колонна в стиле барокко
- Ратуша, построенная в 1611 году

## Экономика
В городе находится совместное предприятие JIHOSTROJ Велешин, известный производитель гидравлических устройств и систем управления для авиационной и автомобильной промышленности, основной акционер JAWA Moto spol. s r.o. (знаменитой фирмы, производящей мотоциклы «ЯВА»).

## Население
| Год  | Численность | Численность |
| ---- | ----------- | ----------- |
| 1869 | 1551        | [ 7 ]       |
| 1880 | 1546        | [ 7 ]       |
| 1890 | 1620        | [ 7 ]       |
| 1900 | 1542        | [ 7 ]       |
| 1910 | 1452        | [ 7 ]       |
| 1921 | 1495        | [ 7 ]       |
| 1930 | 1443        | [ 7 ]       |
| 1950 | 1357        | [ 7 ]       |
| 1961 | 1842        | [ 7 ]       |
| 1970 | 2103        | [ 7 ]       |
| 1980 | 2956        | [ 7 ]       |
| 1991 | 3509        | [ 7 ]       |
| 2001 | 4027        | [ 7 ]       |
| 2014 | 3904        | [ 8 ]       |
| 2016 | 3913        | [ 9 ]       |
| 2017 | 3877        | [ 10 ]      |
| 2018 | 3869        | [ 11 ]      |
| 2019 | 3899        | [ 12 ]      |
| 2020 | 3902        | [ 13 ]      |
| 2021 | 3878        | [ 14 ]      |
| 2022 | 3796        | [ 15 ]      |
| 2023 | 3892        | [ 16 ]      |
| 2024 | 3866        | [ 17 ]      |
| 2025 | 3861        | [ 3 ]       |